# NGC 5683
NGC 5683 este o seyfert 1 galaxy⁠(d) situată în constelația Boarul. A fost descoperită în 13 aprilie 1850 de către William Parsons, 3rd Earl of Rosse⁠(d). Se află la o distanță de 157,3 de megaparseci de Pământ.